# Attifet

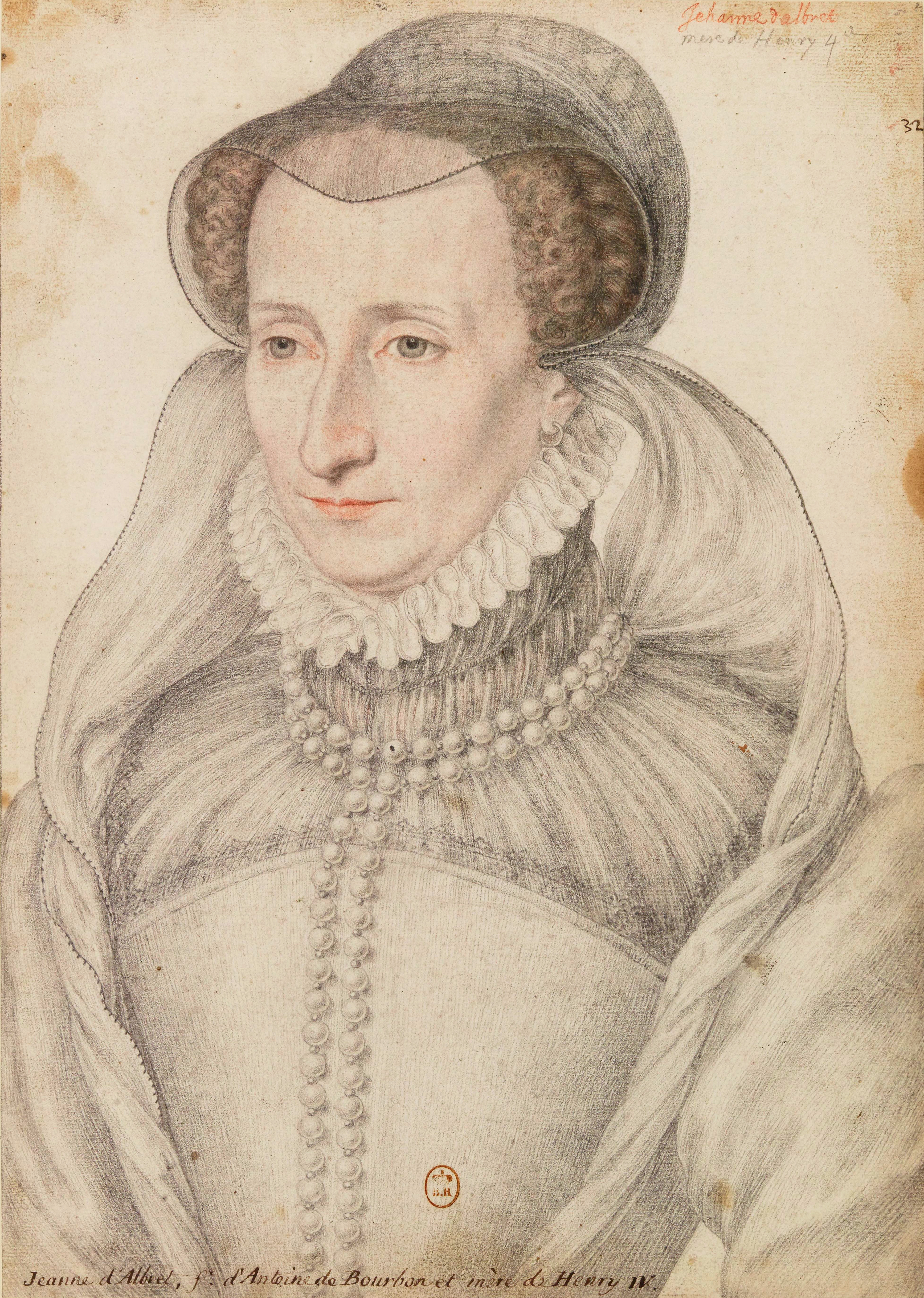
Jeanne d'Albret portant un attifet.

Un attifet est une coiffe originaire de France portée par les femmes européennes des XVIe et XVIIe siècles. Il a été porté pour la première fois par Catherine de Médicis et Marie Stuart.

## Description
L'attifet est une coiffe en forme de cœur avec une pointe qui plonge vers le front et le haut courbé en forme d'arc de cercle vers l'arrière . Le devant de l'attifet est maintenue par un cadre en fil de fer. Il est généralement fait de soie ou de lin et garni de dentelle ou de perle. L'attifet est généralement blanc mais des variantes noires, connues sous le nom de capuche de veuve, existent.